# Neoperla truncata
Neoperla truncata är en bäcksländeart som beskrevs av Wu, C.F. 1948. Neoperla truncata ingår i släktet Neoperla och familjen jättebäcksländor. Inga underarter finns listade i Catalogue of Life.